# Les Sims : Permis de sortir
Les Sims : Permis de sortir (The Sims Bustin' Out, littéralement : « Les Sims jaillissant dehors ») est le second titre de la série The Sims en version console vidéo. Bustin' Out est sorti pour la PlayStation 2, la Xbox, la GameCube, la Game Boy Advance et la N-Gage au cours du quatrième trimestre de 2003 et permet au joueur de sortir de sa maison pour la premiere fois des sims.
Il se démarque par sa jouabilité davantage basée sur la gestion d'un seul Sim et aussi comportant des véhicules permettant de se déplacer d'une maison à une autre.

## Système de jeu
Le joueur s'occupe de son Sim, peut en rencontrer d'autres et doit accomplir des quêtes comme dans un RPG plus traditionnel.

## Accueil
- Jeuxvideo.com : 12/20[1] - 14/20 (GBA)[2] - 14/20 (N-Gage)[3]